# Le Guess Who?

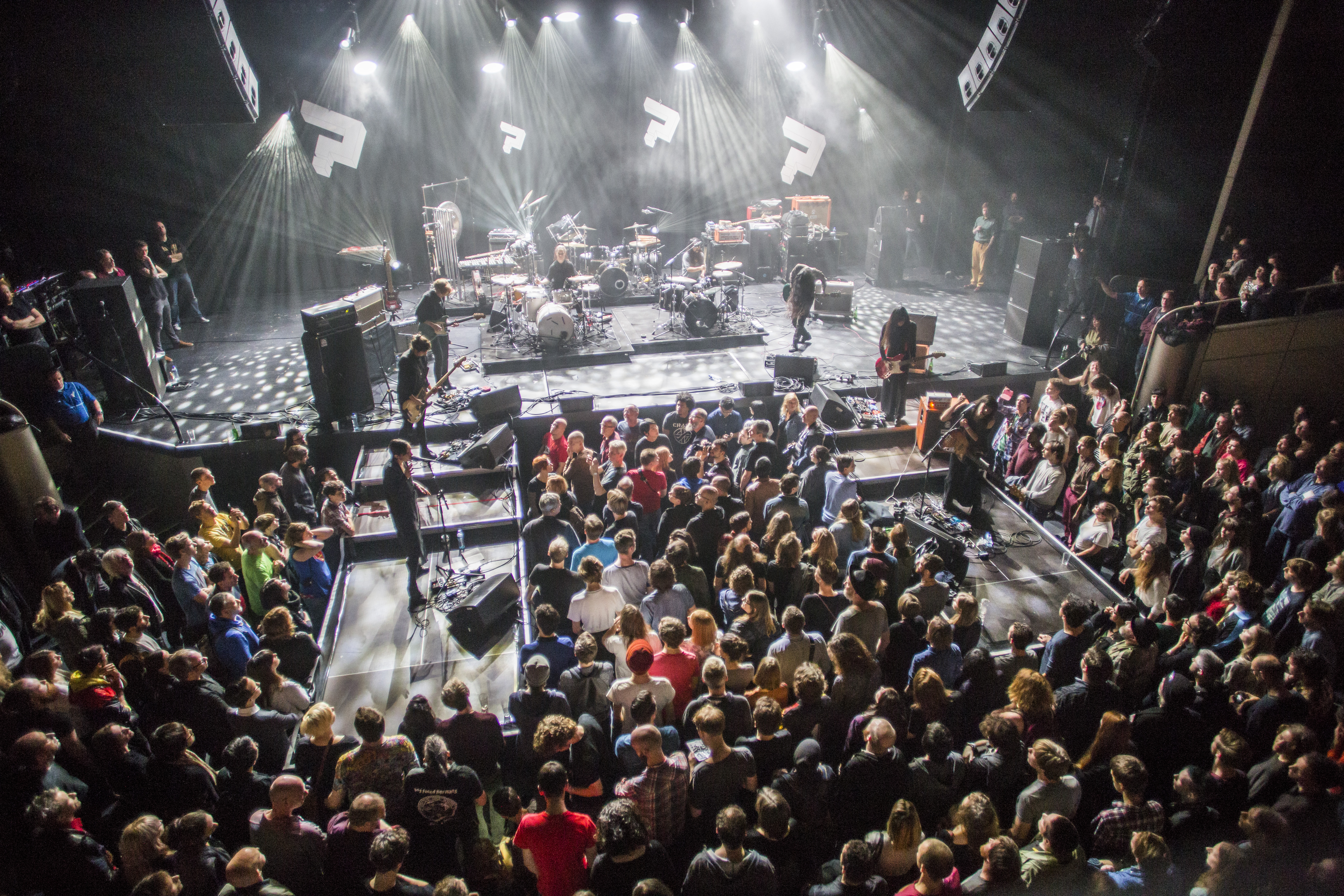
Uma apresentação no festival Le Guess Who? em 2014.

Le Guess Who? é um festival  de música realizado em Utrecht, Países Baixos, desde 2007.
É celebrado durante três dias no final de maio ou início de junho, e tem como objetivo divulgar as últimas tendências na música, na sua maioria independentes, particularmente do rock e pop, com a presença das bandas mais prestigiadas e DJs na cena internacional. Além de marcar o desempenho dos artistas estabelecidos, o festival oferece a possibilidade de divulgação de talentos desconhecidos do grande público.
Hoje, o Le Guess WHo? dura cinco dias, de sábado à segunda, e é visitado por aproximadamente 20.000 pessoas em um dia com espetáculos em 3 estágios separados. 

## 2007
Caribou, Black Mountain, Duchess Says, Hot Hot Heat, Julie Doiron (ex-Eric's Trip), Lightning Dust, Miracle Fortress, Montag, MSTRKRFT, Thunderheist, Young Galaxy.

## 2008
Beach House, Dragons Of Zynth, Elfin Saddle, Elizabeth Anka Vajagic, Fairmont, Fred Eaglesmith, Hrsta, Jana Hunter, Katie Stelmanis, Land Of Talk, Melissa Auf Der Maur, Pan/Tone, Pas Chic Chic, Project Le Guess Who? with Kyteman, Shalabi Effect, Telepathe, The Mole, The Stills, Think About Life, Torngat.

## 2009
A Place to Bury Strangers, Aa (Big A Little a), Alexander Tucker, Audiotransparent, Awkward I, B. Fleischmann, Basia Bulat, Bibio, Birthday Suits, Box Elders, Charlie Megira & The Modern Dance Club, Crystal Fighters, Dead Confederate, Deer Tick, Dorian Concept, Early Day Miners, El Pino & The Volunteers, Evan Dando of The Lemonheads, F.S. Blumm, Freek Fabricius, Fucked Up, Gala Drop, Huoratron, Lightning Dust, Luke Abbott, Male Bonding (feat members of PRE), Megafaun, Micah P. Hinson, Moon & Sun, nice nice, Patrick Watson and The Wooden Arms, Pitto, Poirier ft. MC Zulu, Quasimodo, Ryland Bouchard, Saint Alvia, Six Organs Of Admittance, South San Gabriel, Staff Benda Bilili, The Dodos, The Field & Band, The Shaky Hands, The Tragically Hip, The Very Best, Thus:Owls, Tony Dekker (Great Lake Swimmers), TV Buddhas, Tweak Bird, Wavves, Wild Beasts, William Fitzsimmons, Yuri Landman.

## 2010
Alasdair Roberts, AstroPoser, Awesome Tapes From Africa, Baths, Beach House, Black Breath, Black Dice, Born Ruffians, Broken Social Scene, Caribou, Cave, Dam Mantle, Demon’s Claws, Dimlite, Eagle Boston, Elephant Micah, Eric Chenaux, Esben and the Witch, Eskmo, Field Music, Fitz, FM Belfast, Francis, Freek Fabricius, Ganglians, Giant Sand, Girl Unit, Grasscut, The Greenhornes, Growing, Gyedu-Blay Ambolley & The Ghana Funk Project, Haunted Cassette Tapes, Idiot Glee, Idiot Wind, James Blackshaw, Junip, Kazanchis, Knalpot, Lonna Kelley, Lower Dens, Luik, Marnie Stern, Menomena, Mike Slott, Munch Munch, Nikoo, The One Ensemble ft. Daniel Padden, Peter Broderick, Pictureplane, Pien Feith, Pinch & Sgt. Pokes, DJ Quasimodo, Rob Young, DJ Sandeman, Saroos, Scientist (live), Secret Project Robot A/V System, Siskiyou, Sleepy Sun, Sleigh Bells, Small Black, The Strange Boys, Subtitle, Swans, The Tallest Man on Earth, Torche, Trembling Bells, Trumans Water, Ty Segall, Voice Of The Seven Thunders, Wooden Ships, Yuri Landman.

## 2011
Bill Callahan, Stephen Malkmus and the Jicks, Panda Bear, Part Chimp, Iceage, Rats on Rafts, Nurses, Nisennenmondai, Fool's Gold, John Maus, Akron Family, Low, Givers, Suuns, Pinback.